# Lepthyphantes pennatus
Lepthyphantes pennatus este o specie de păianjeni din genul Lepthyphantes, familia Linyphiidae, descrisă de Scharff, 1990.
Este endemică în Tanzania. Conform Catalogue of Life specia Lepthyphantes pennatus nu are subspecii cunoscute.